# Bramerit
Der Bramerit ist ein Fluss in Frankreich, der im Département Charente-Maritime in der Region Nouvelle-Aquitaine verläuft. Er entspringt im westlichen Gemeindegebiet von Brizambourg, entwässert generell in nordwestlicher Richtung und mündet nach rund 24 Kilometern beim Ort Coulonge-sur-Charente, im Gemeindegebiet von Saint-Savinien, als rechter Nebenfluss in die Charente.
Im Oberlauf quert der Bramerit die Bahnstrecke Chartres–Bordeaux und die Autobahn A10 sowie knapp an seiner Mündung die Bahnstrecke Nantes-Orléans–Saintes.

## Orte am Fluss
(Reihenfolge in Fließrichtung)
- Écoyeux
- Saint-Hilaire-de-Villefranche
- La Frédière, Gemeinde Saint-Hilaire-de-Villefranche
- Grandjean
- Chez Ferret, Gemeinde Saint-Savinien
- Coulonge-sur-Charente, Gemeinde Saint-Savinien

## Sehenswürdigkeiten
- Château de Polignac, Schloss aus dem 14. Jahrhundert in Flussnähe, im Gemeindegebiet von Écoyeux – Monument historique[4]